# Берген, Кэндис (политик)

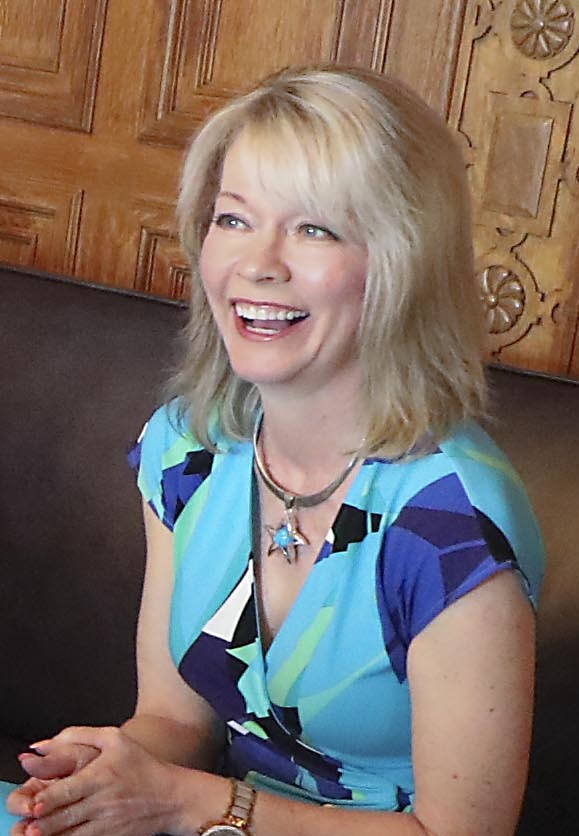
Кэндис Берген (Candice Bergen) — депутат из Манитобы, временный глава Консервативной партии Канады.
К. Берген выбрана тайным голосованием из 9 кандидатов, баллотировавшихся на должность, после того, как О’Тул, был смещён с поста также тайным голосованием. Впервые в истории Консервативной партии Канады глава партии смещён тайным голосованием. Неделей ранее около трети депутатов съезда партии (118 депутатов) подписали письмо с критикой работы О’Тула.
К. Берген занимала пост министра социального развития в правительстве Стивена Харпера.

## Первое выступление в качестве лидера оппозиции
В начале 2022 года, после голосования во фракции консерваторов в парламенте, приведшей к отставке лидера партии Эрина О’Тула, К. Берген приступила к обязанностям лидера официальной оппозиции. В своём первом выступлении в парламенте в качестве лидера Консервативной партии Берген призвала к переговорам с демонстрантами, прибывшими в Оттаву в рамках «Конвоя свободы».